# Испания на «Евровидении-2014»
Испания приняла участие в конкурсе песни «Евровидение 2014» в Копенгагене, Дания. Представитель был выбран путём национального отбора, организованного испанским национальным вещателем «TVE».

## Mira quién va a Eurovisión
20 января 2014 года испанский национальный вещатель «TVE» объявил, что будет организовать национальный финал, чтобы выбрать записи для «Евровидения 2014». Пять исполнителей, которые были приглашены чтобы попасть на «Евровидение», приняли участие в национальном финале, который транслировался в прямом эфире 22 февраля 2014 года. Пять конкурирующих песен были объявлены официально 20 января 2014 года. Победитель был выбран путём сочетания голосов телезрителей и жюри. Национальный финал прошёл в Сан-Кугат-дель-Вальесе, Барселона. Членами жюри, которые составили 50 % голосов, являлись: Давид Бустаманте, испанская певица Merche и Моника Наранхо.
| №  | Исполнитель    | Язык                  | Песня                      | Перевод                 | Автор(ы)                                                             | Жюри | Телезрители | Всего | Место |
| -- | -------------- | --------------------- | -------------------------- | ----------------------- | -------------------------------------------------------------------- | ---- | ----------- | ----- | ----- |
| 01 | Brequette      | Английский, Испанский | «Más (Run)»                | Больше (Беги)           | Thomas G:son, Tony Sánchez-Ohlsson                                   | 36   | 30          | 66    | 2     |
| 02 | La Dama        | Испанский             | «Estrella fugaz»           | Падающая звезда         | Melendi                                                              | 18   | 18          | 36    | 5     |
| 03 | Рут Лоренсо    | Английский, Испанский | «Dancing in the Rain»      | Танцевать под дождём    | Ruth Lorenzo, Jim Irvin, Julian Emery                                | 30   | 36          | 66    | 1     |
| 04 | Jorge González | Испанский             | «Aunque se acabe el mundo» | Даже если мир кончается | Kiko Rodríguez, Bruno Nicolás, Leticia Fuentes, María José Fernández | 24   | 24          | 48    | 3     |
| 05 | Raúl           | Испанский             | «Seguir sin ti»            | Отправляясь без тебя    | William Luque, Domingo Sánchez                                       | 21   | 21          | 42    | 4     |

## На Евровидении
Как член «Большой пятёрки», Испания автоматически имело право на место в финале, который состоялся 10 мая 2014 года. В дополнении Испании был передан шанс голосовать в первом полуфинале, который прошёл 6 мая 2014 года.